# Estrella gigante

Diagrama de Hertzsprung-Russell:
Abscisas: Tipo espectral /
Ordenadas: Magnitud absoluta
Ramas:
0 hipergigantes. Ia, Ib Supergigantes. II Gigantes luminosas. III Gigantes. IV Subgigantes. V Secuencia principal. VI Subenanas. VII Enanas blancas.

Una estrella gigante (giant star en inglés) es una estrella con un radio y una luminosidad sustancialmente mayores que una estrella de la secuencia principal con la misma temperatura superficial. Típicamente, su radio está entre 10 y 100 veces el radio solar y su luminosidad está entre 10 y 1000 veces la del Sol. Aquellas estrellas más luminosas que las estrellas gigantes se llaman supergigantes e hipergigantes. Debido a su gran tamaño y luminosidad, las estrellas gigantes se sitúan por encima de la secuencia principal (clase V en la clasificación por luminosidad de Yerkes) en el diagrama de Hertzsprung-Russell, correspondiendo a las clases de luminosidad II y III.

## Formación

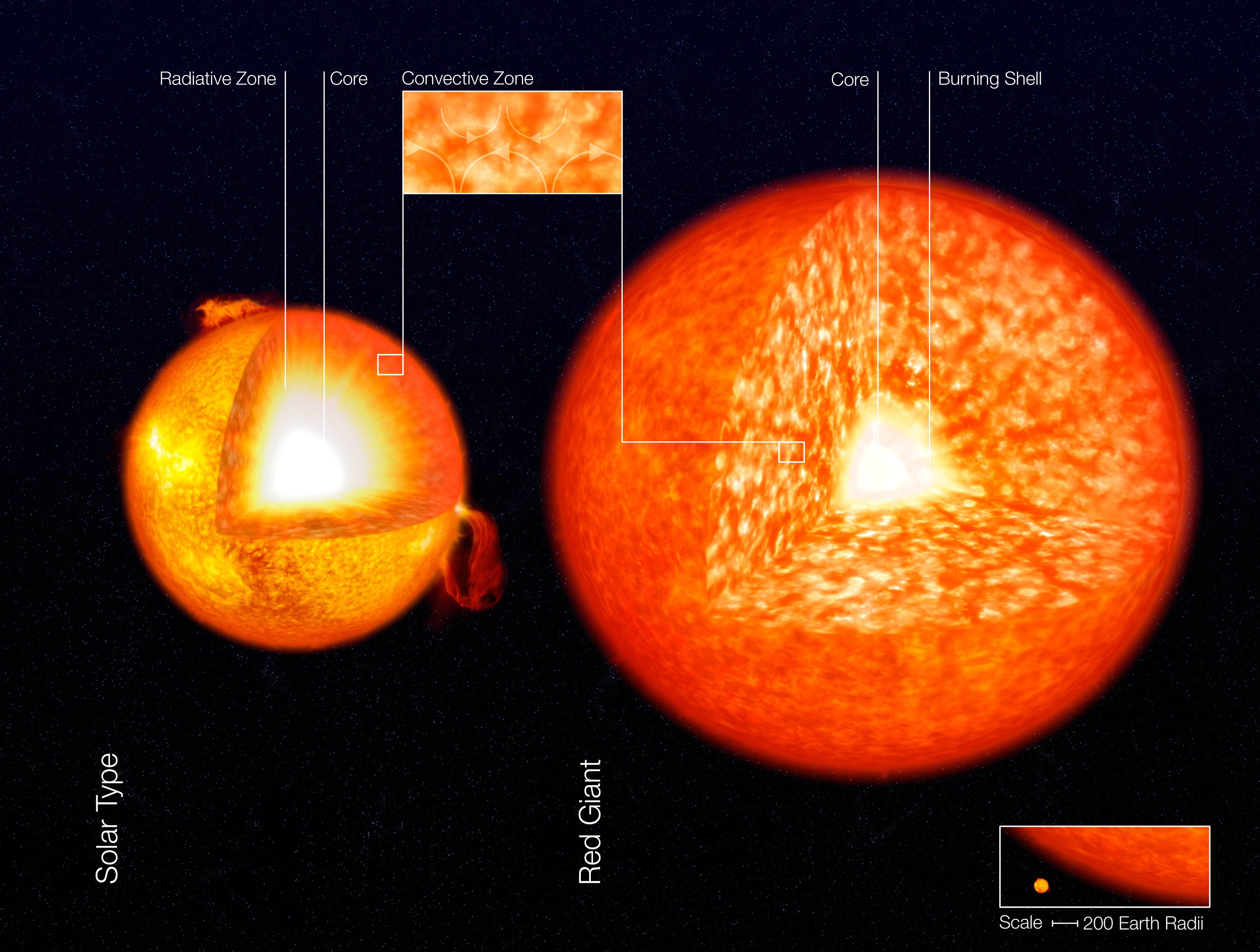
Estructura interna de una estrella tipo el Sol (izquierda) y una gigante roja. Imagen del European Southern Observatory ESO.

Una estrella se convierte en gigante cuando no le queda hidrógeno disponible para la fusión en su núcleo y como resultado de ello, ha abandonado la secuencia principal. Una estrella con una masa inicial inferior a 0,4 masas solares nunca será una estrella gigante. Estas estrellas tienen su interior muy mezclado por convección y por ello continúan la fusión del hidrógeno hasta que se agota en toda la estrella; a partir de ahí se convierten en una enana blanca compuesta fundamentalmente de helio. No obstante, la teoría predice que la duración de este proceso es mayor que la edad actual del universo.
Si una estrella es más masiva que el mencionado límite inferior, cuando ha consumido todo el hidrógeno en su núcleo por la fusión, dicho núcleo de helio inerte empieza a contraerse mientras que el hidrógeno sigue fusionándose en helio en una cáscara que rodea a aquel. Al mismo tiempo, la envoltura de la estrella se expande y enfría. En esta etapa de la evolución estelar, denominada rama subgigante en el diagrama de Hertzsprung-Russell, la luminosidad de la estrella apenas aumenta mientras su temperatura superficial disminuye. Al llegar a un límite inferior crítico para la temperatura superficial, la estrella se ve obligada a aumentar su volumen y luminosidad a temperatura superficial (o sea, color) prácticamente constante; en otras palabras, la estrella asciende por la rama gigante en el diagrama de Hertzsprung-Russell. En esta etapa la estrella se ha convertido en una gigante roja; mientras tanto, el núcleo continúa contrayéndose y aumentando su temperatura.
Se cree que si la masa de la estrella, durante su etapa en la secuencia principal, es inferior a 0,5 masas solares, no se alcanzarán la temperaturas necesarias para que se produzca la fusión del helio., p. 169. Por el contrario, si la temperatura en el núcleo alcanza los 108 K, el helio empezará a transformarse en carbono y oxígeno mediante el proceso triple alfa. La energía generada por la fusión del helio hace que el núcleo se expanda. Esto hace que la presión disminuya en la capa que rodea al núcleo donde el hidrógeno se transforma, decreciendo el ritmo de producción de energía. La luminosidad de la estrella disminuye, sus capas exteriores se contraen nuevamente, y la estrella abandona la rama gigante roja.
La evolución posterior dependerá de la masa de la estrella. Si no es muy masiva, se la encontrará en la rama horizontal del diagrama de Hertzsprung-Russell, o su posición en el diagrama se moverá en bucles. Si la masa de la estrella no supera las 8-10 masas solares, agotará el helio de su núcleo para empezar a fusionarlo en una cáscara alrededor del mismo. De nuevo, aumentará su tamaño y luminosidad, subiendo por la llamada rama asintótica gigante del diagrama de Hertzsprung-Russell. Una vez que la estrella se ha despojado de la mayor parte de su masa, su núcleo formará una enana blanca de carbono-oxígeno. Si la masa de la estrella es la suficiente como para iniciar la fusión del carbono (más de 8-10 masas solares), la estrella no aumentará excesivamente su luminosidad al abandonar la secuencia principal, pero sí se volverá más roja. Pueden llegar a evolucionar en supergigantes rojas o, si existe pérdida de masa, en supergigantes azules. En última instancia se convertirán en enanas blancas compuestas por oxígeno y neón, o explotarán como supernovas de tipo II para formar una estrella de neutrones o un agujero negro.

## Ejemplos
En la siguiente tabla se listan algunas estrellas gigantes de distintos tipos espectrales, ordenadas de mayor a menor temperatura.
| Nombre            | Denominación de Bayer | Tipo espectral |
| ----------------- | --------------------- | -------------- |
| Hatysa            | ι Orionis             | O9 III         |
| Bellatrix         | γ Orionis             | B2 III         |
| Alcíone           | η Tauri               | B7 IIIe        |
| Askella A         | ζ Sagittarii A        | A2 III         |
| Gamma Herculis    | γ Herculis            | A9 III         |
| Polaris Australis | σ Octantis            | F0 III         |
| Subra A           | ο Leonis              | F6 III         |
| Kitalpha A        | α Equulei             | G0 III         |
| Vindemiatrix      | ε Virginis            | G8 IIIab       |
| Kaus Borealis     | λ Sagittarii          | K1 IIIb        |
| Etamin            | γ Draconis            | K5 III         |
| Menkar            | α Ceti                | M1.5 IIIa      |
| R Leonis          |                       | M8 IIIe        |

## Estrellas gigantes más próximas a la Tierra
En la siguiente tabla figuran las diez estrellas gigantes más próximas a la Tierra.
| Nombre              | Denominación de Bayer | Tipo espectral | Distancia (años luz) | Radio (RSol) |
| ------------------- | --------------------- | -------------- | -------------------- | ------------ |
| Pólux               | β Geminorum           | K0 IIIb        | 33,7                 | 10           |
| Arturo              | α Bootis              | K1.5 IIIpe     | 36,7                 | 25           |
| Capella*            | α Aurigae             | G8 III/G1 III  | 42,2                 | 12,2 / 9     |
| Ras Alhague         | α Ophiuchi            | A5 III         | 46,7                 | 2,5          |
| Menkent             | θ Centauri            | K0 IIIb        | 60,9                 | 11           |
| Rho Puppis          | ρ Puppis              | F6 III         | 62,7                 | 3,6          |
| Ni2 Canis Majoris** | ν2 Canis Majoris      | K1 III         | 64,7                 | 6            |
| Aldebarán           | α Tauri               | K5 III         | 65,1                 | 44           |
| Wei                 | ε Scorpii             | K1 III         | 65,4                 | 15           |
| Hamal               | α Arietis             | K2 IIICa       | 65,9                 | 15           |

* Capella es un sistema estelar compuesto por dos estrellas gigantes | ** Ni2 Canis Majoris figura catalogada como subgigante en la base de datos SIMBAD
Fuente: Giant and subgiant stars within 100 ly. Solstation

## Subclases
Existe una amplia gama de estrellas de clase gigante y comúnmente se utilizan varias subdivisiones para identificar grupos más pequeños de estrellas.

### Subgigantes
Los subgigantes son una clase estrellas de luminosidad espectroscópica (IV) completamente separada de los gigantes, pero comparten muchas características con ellos. Aunque algunas subgigantes son simplemente estrellas demasiado luminosas de la secuencia principal debido a variaciones químicas o a la edad, otras siguen una trayectoria evolutiva distinta hacia verdaderas gigantes.
Ejemplos:
- Alhena (Gamma Geminorum, γ Gem), una subgigante de tipo A;
- Mufrid (Eta Bootis,η Boo), una subgigante de tipo G.
- Dschubba (Delta Scorpii, δ Sco), una subgigante de tipo B.

### Gigantes brillantes
Las gigantes brillantes son estrellas de clase de luminosidad II en la clasificación espectral de Yerkes. Se trata de estrellas que se sitúan a ambos lados de la frontera entre gigantes y supergigantes ordinarias, según la apariencia de sus espectros. La clase de luminosidad del gigante brillante se definió por primera vez en 1943.
Las estrellas más conocidas que se clasifican como gigantes brillantes incluyen:
- Canopus
- Adhara (Épsilon Canis Majoris))
- Ómicron Scorpii
- Sargas (Theta Escorpio)
- Alwaid (Beta Draconis)
- Dabih (Beta Capricorni)
- Ras Algethi (Alfa Hérculis)
- Muliphein (Gamma Canis Majoris)

### Gigantes rojas
Dentro de cualquier clase de luminosidad gigante, las estrellas más frías de clase espectral K, M, S y C (y, a veces, algunas estrellas de tipo G) se denominan gigantes rojas. Las gigantes rojas incluyen estrellas en varias fases evolutivas distintas de sus vidas: una rama principal de gigante roja (RGB); una rama horizontal roja o un grupo rojo; la rama gigante asintótica (AGB), aunque las estrellas AGB suelen ser lo suficientemente grandes y luminosas como para ser clasificadas como supergigantes; y, a veces, otras grandes estrellas frías, como las estrellas inmediatamente posteriores a AGB. Las estrellas RGB son, con diferencia, el tipo más común de estrella gigante debido a su masa moderada, su vida estable relativamente larga y su luminosidad. Son el grupo de estrellas más obvio después de la secuencia principal en la mayoría de los diagramas HR, aunque las enanas blancas son más numerosas pero mucho menos luminosas.
Ejemplos:
- Pólux, una gigante tipo K
- Yed Posterior (Epsilon Ophiuchi), una gigante roja de tipo G.[17]
- Arturo (Arcturus, α Boötis), una gigante tipo K
- Gamma Comae Berenices (γ Comae Berenices), un gigante tipo K
- Mira (ο Ceti), una gigante tipo M y prototipo de Mira variable
- Aldebaran, una gigante tipo K

### Gigantes amarillas
Las estrellas gigantes con temperaturas intermedias (clase espectral G, F y al menos algo de A) se denominan gigantes amarillas. Son mucho menos numerosas que las gigantes rojas, en parte porque sólo se forman a partir de estrellas con masas algo mayores y en parte porque pasan menos tiempo en esa fase de sus vidas. Sin embargo, incluyen una serie de clases importantes de estrellas variables. Las estrellas amarillas de alta luminosidad son generalmente inestables, lo que lleva a la franja de inestabilidad en el diagrama HR donde la mayoría de las estrellas son variables pulsantes. La franja de inestabilidad se extiende desde la secuencia principal hasta las luminosidades hipergigantes, pero en las luminosidades de las gigantes existen varias clases de estrellas variables pulsantes:
- Estrella variable RR Lyrae, estrellas pulsantes de rama horizontal de clase A (a veces F) con períodos inferiores a un día y amplitudes de una magnitud inferior;
- Estrella variable W Virginis, variables pulsantes más luminosas también conocidas como cefeidas tipo II, con períodos de 10 a 20 días;
- Cefeidas tipo I variables, más luminosas aún y en su mayoría supergigantes, con períodos aún más largos;
- Estrella variable Delta Scuti, incluye estrellas subgigantes y de secuencia principal.

Las gigantes amarillas pueden ser estrellas de masa moderada que evolucionan por primera vez hacia la rama de gigante roja, o pueden ser estrellas más evolucionadas en la rama horizontal. La evolución hacia la rama de gigante roja por primera vez es muy rápida, mientras que las estrellas pueden permanecer mucho más tiempo en la rama horizontal. Las estrellas de rama horizontal, con elementos más pesados y menor masa, son más inestables.
Ejemplos:
- Polaris Australis (Sigma Octantis, σ Octantis), una gigante de tipo F y una variable Delta Scuti
- Capella Aa (α Aurigae Aa), una gigante de tipo G
- Kraz (Beta Corvi, β Corvi), una gigante brillante de tipo G

### Gigantes azules (y a veces blancas)
Los gigantes más calientes, de clases espectrales O, B y, a veces, A temprana, se denominan gigantes azules. A veces, las estrellas de tipo A y B tardías pueden denominarse gigantes blancas.
Las gigantes azules son un grupo muy heterogéneo, que va desde estrellas de gran masa y alta luminosidad que acaban de abandonar la secuencia principal hasta estrellas de baja masa y ramas horizontales. Las estrellas de mayor masa abandonan la secuencia principal para convertirse en gigantes azules, luego en gigantes azules brillantes y luego en supergigantes azules, antes de expandirse a supergigantes rojas, aunque en las masas más altas la etapa gigante es tan breve y estrecha que difícilmente se puede distinguir de la anterior. una supergigante azul.
Las estrellas de menor masa que queman helio en el núcleo evolucionan desde gigantes rojas a lo largo de la rama horizontal y luego regresan a la rama asintótica gigante y, dependiendo de la masa y la metalicidad, pueden convertirse en gigantes azules. Se cree que algunas estrellas post-AGB que experimentan un pulso térmico tardío pueden convertirse en peculiares gigantes azules.
Ejemplos:
- Meissa (λ Orion A), una gigante de tipo O.
- Alcíone (η Tauri), una gigante de tipo B, la estrella más brillante de las Pléyades;
- Thuban (α Draconis), una gigante de tipo A.